# 埃尔杜阿延
埃尔杜阿延（西班牙語：Elduayen）是西班牙巴斯克自治区吉普斯夸省的一个市镇。总面积25平方公里，总人口210人（2001年），人口密度8人/平方公里。